# 2045
2045 — невисокосний рік за григоріанським календарем що починається в неділю. Це 2045 нашої ери, 45 рік 3 тисячоліття, 45 рік XXI століття, 5 рік 5-го десятиліття XXI століття, 6 рік 2040-х років.